# Лизинг автомобилей
Лизинг автомобилей (англ. Automobile leasing) — финансовая аренда автотранспорта, получила распространение сравнительно недавно — датой рождения лизинга автомобилей, как финансового инструмента, принято считать 1954 год. Суть лизинга автотранспорта заключается в возможности поэтапного приобретения автомобиля в собственность. При этом лизингополучатель (будущий собственник) может сразу свободно распоряжаться транспортным средством.
Лизинг автомобилей относится к комплексным финансовым решениям и интегрирует в себе несколько финансовых инструментов:
1. Договор купли-продажи автотранспортного средства
2. Кредитование
3. Страхование финансовых рисков
4. Финансовую аренду

Кредиторами по лизинговым операциям могут выступать как банки, так и инвестиционные компании. Допустимо небанковское кредитование.
Важной отличительной чертой лизинга автомобилей для субъектов хозяйственного права является то, что приобретаемый автомобиль сразу же переводится на баланс арендатора. Таким образом лизингополучатель может использовать ускоренные схемы амортизации основных средств и добиваться уменьшения налогооблагаемой базы.